# Clusia articulata
Clusia articulata är en tvåhjärtbladig växtart. Clusia articulata ingår i släktet Clusia och familjen Clusiaceae.

## Underarter
Arten delas in i följande underarter:
- C. a. articulata
- C. a. mirandensis